# 87-es főút (Magyarország)
A 87-es számú főút a 8-as főút kámi szakaszától indul és Kőszegig tart, ahol – Szombathely várost is érintve – eléri az osztrák országhatárt.
Szombathely és Kőszeg között új nyomvonalon 14 kilométeren 2×2 sávos, valamint 4,7 kilométeren 2×1 sávos út kerül kialakításra.

## Fekvése

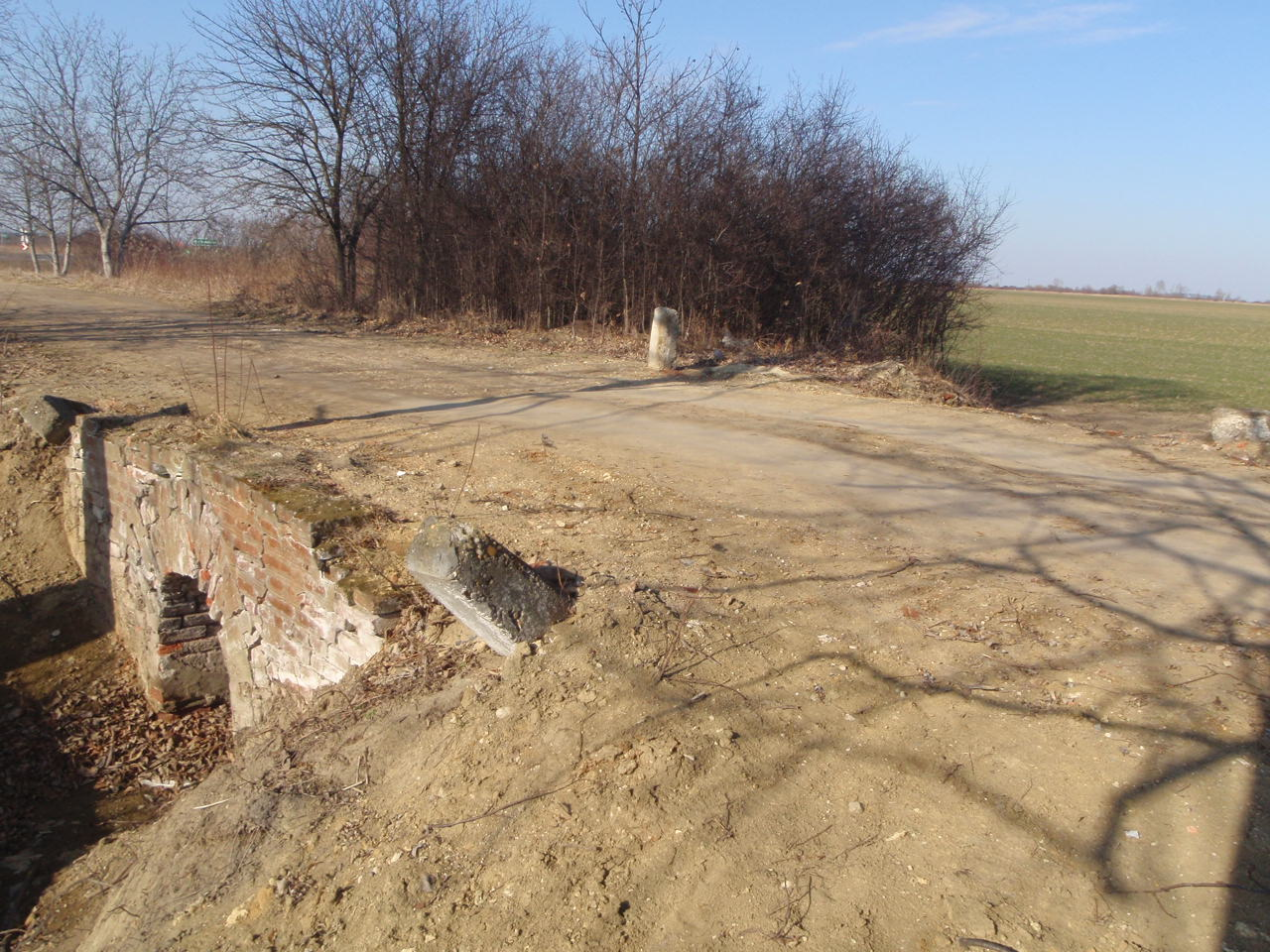
Ívátvágás miatt felhagyott útdarab Gencsapáti mellett. Az 1940-es évekbeli állapotot mutatja. Falazott áteresz és két-két kerékvető

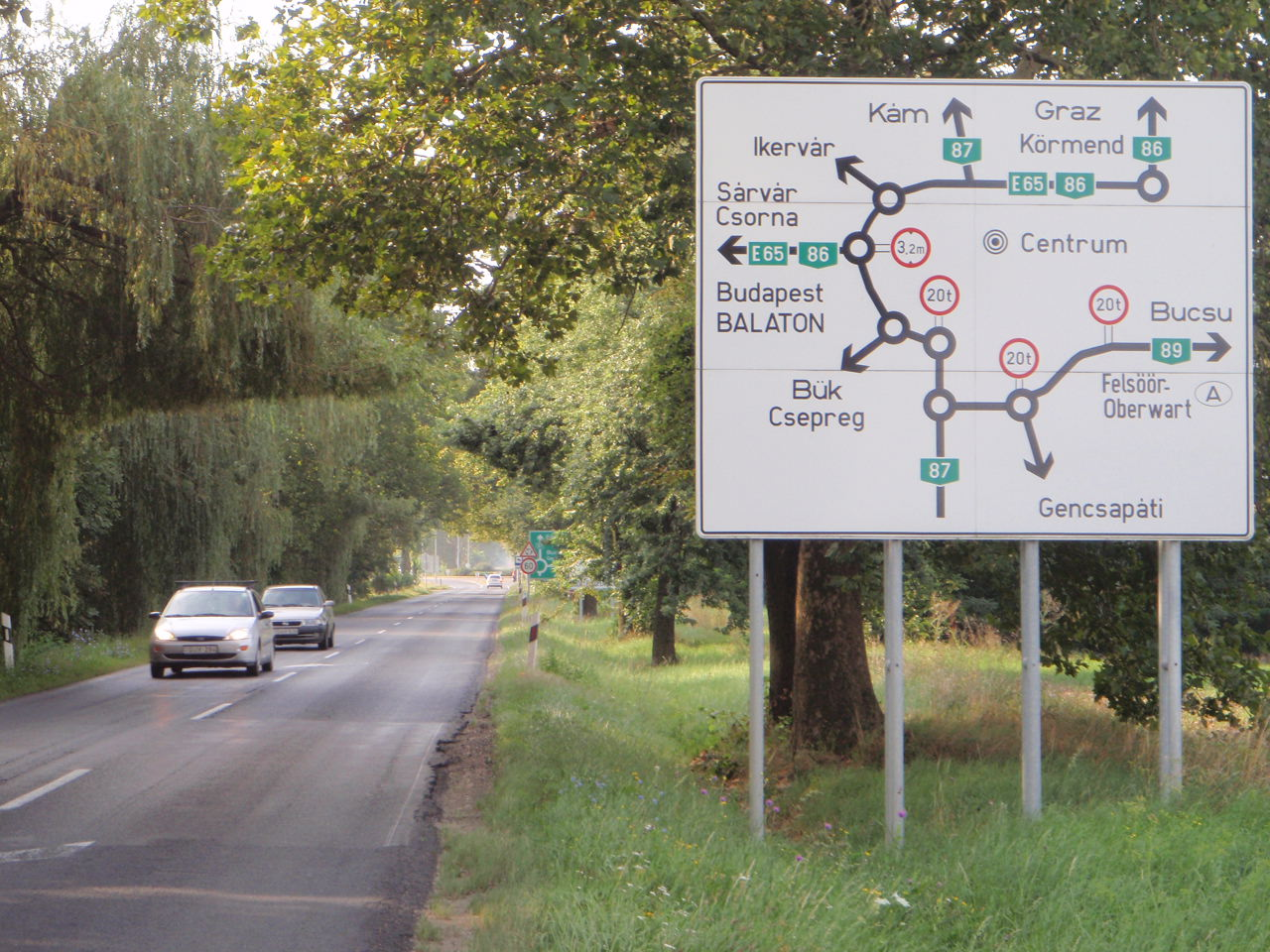
Szombathely északi bevezető, elkerülő rendszert mutató táblával, a fákon látható a közúti űrszelvény

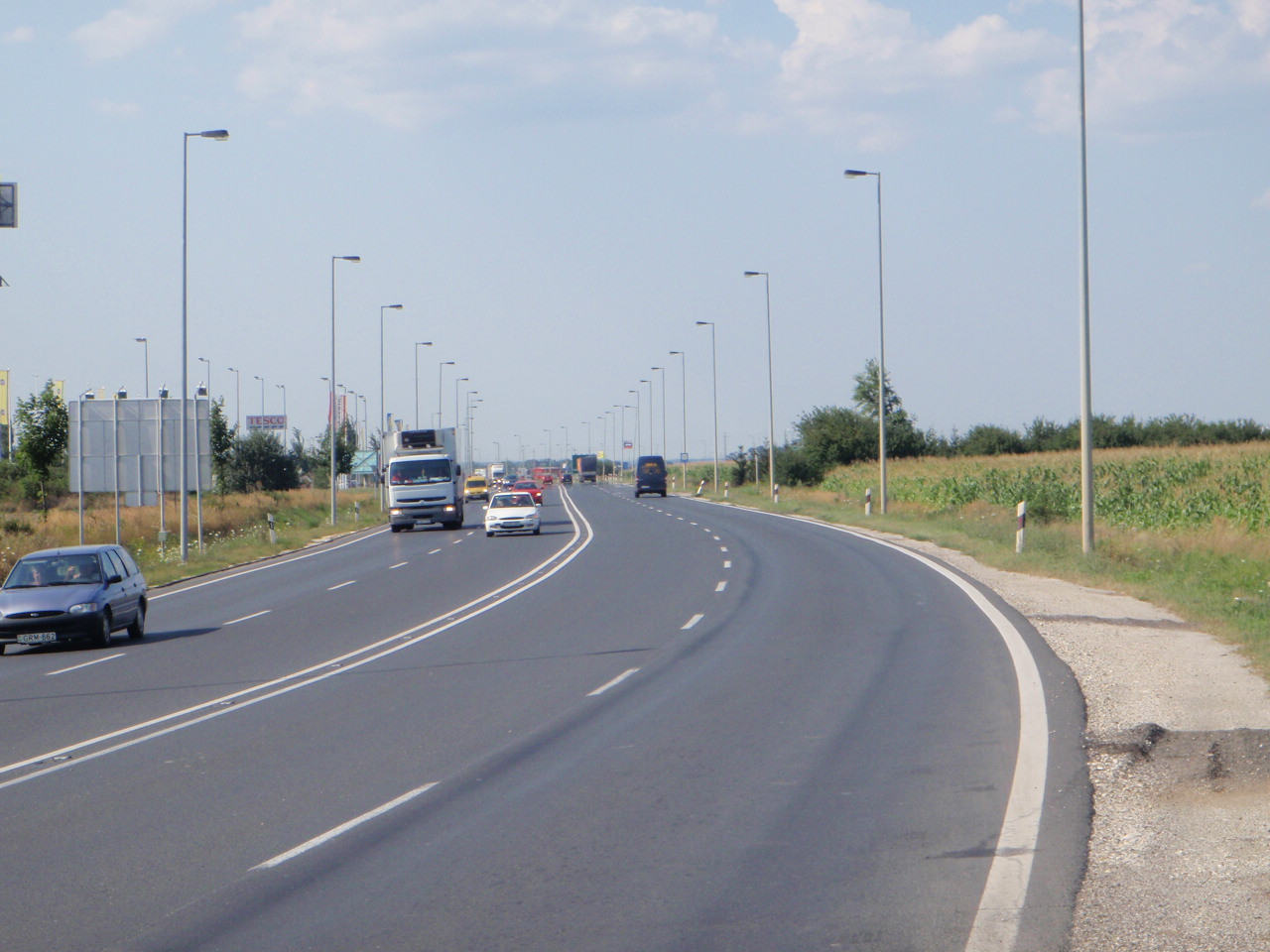
Szombathely elkerülő, 86-87. sz. főutak közös szakasza

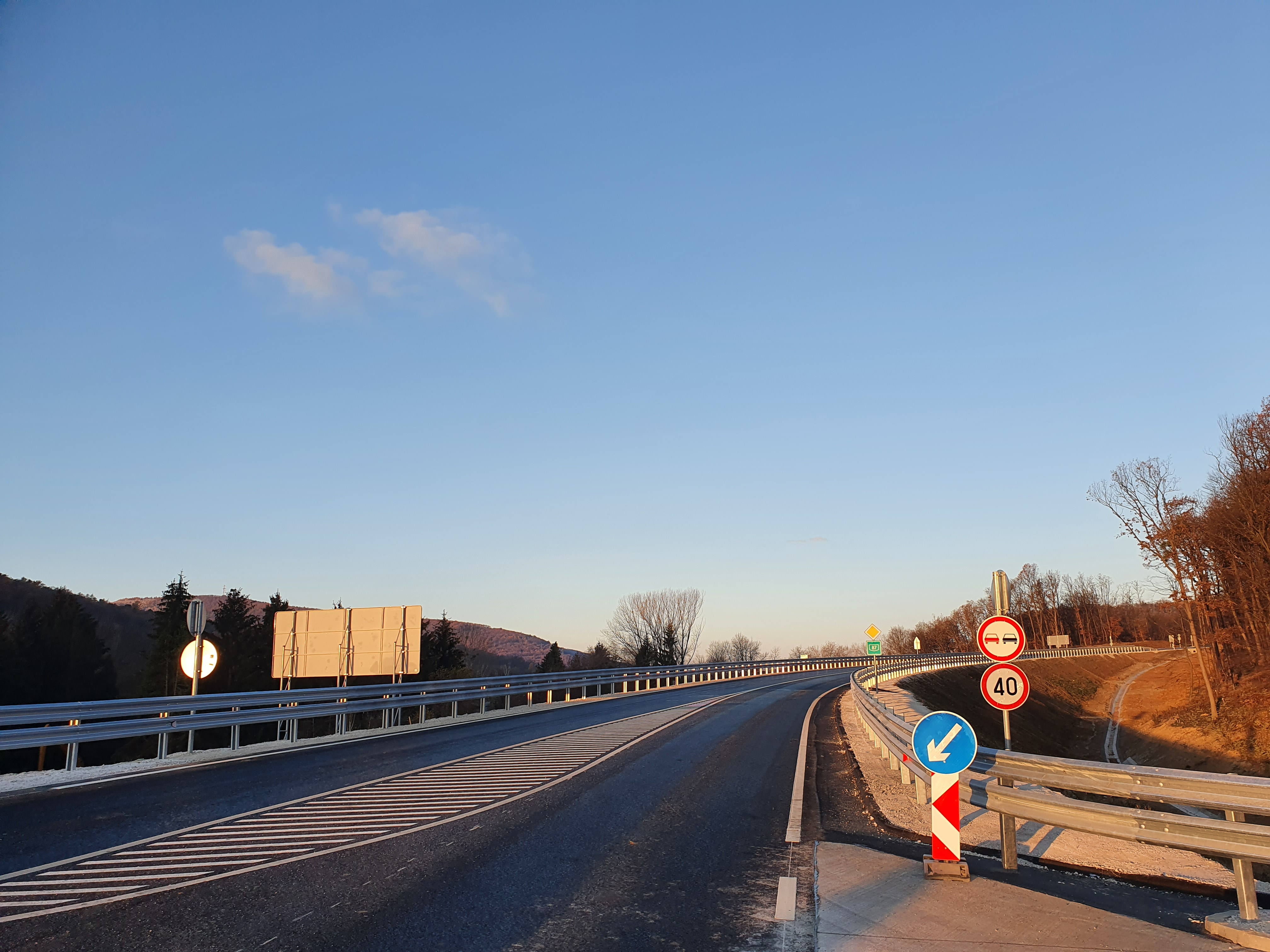
Kőszeg 87. sz. főút új határszakasza Ausztria felé

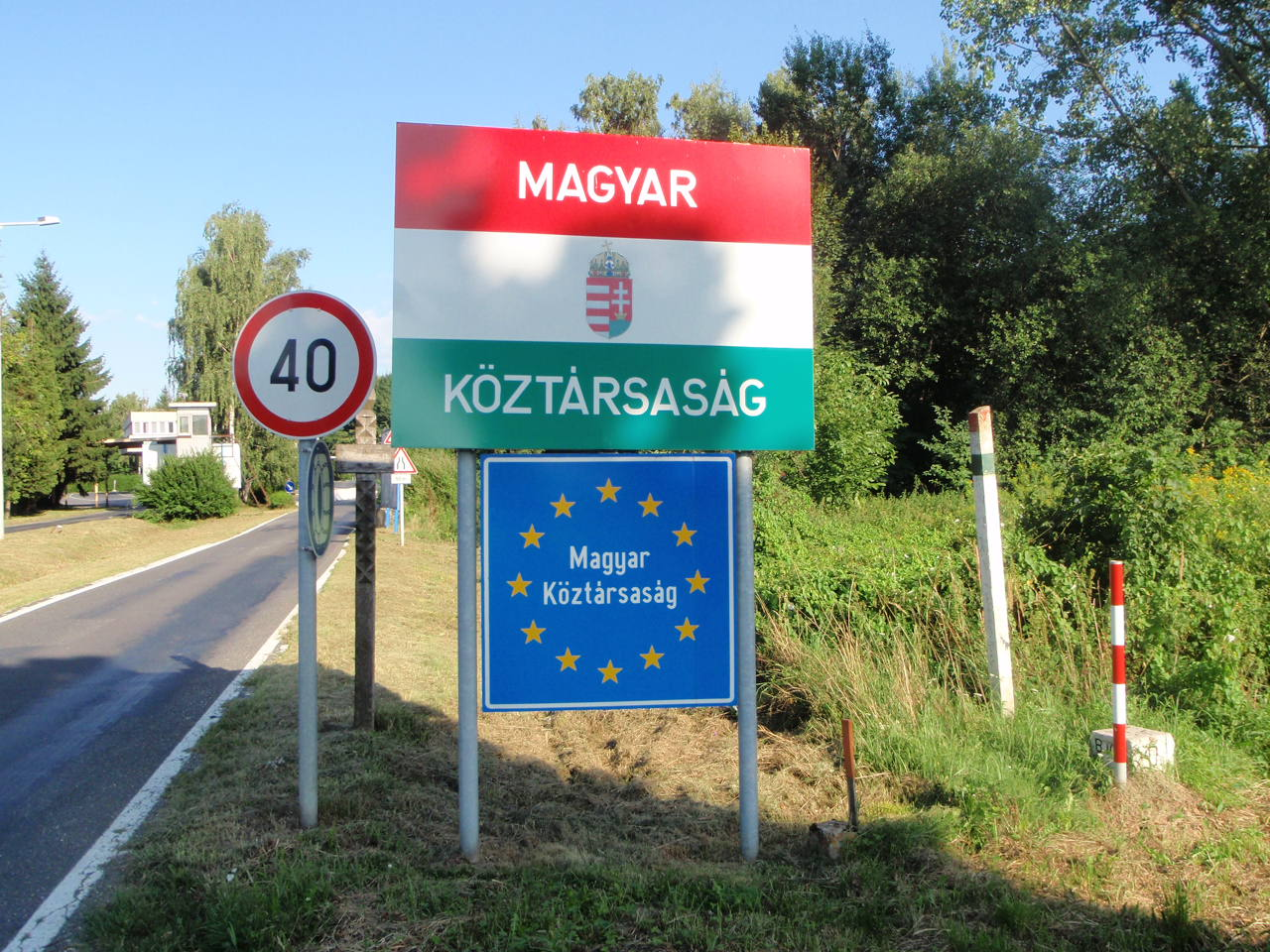
Kőszeg 87. sz. főút egykori vége Ausztria felől

## Története
A főút környezetében több a Római Birodalom által kialakított úthálózat volt, azonban sem a borostyánút, sem a Rum község határában ismert római kori út és Rába átkelési pont nem tekinthető egyértelműen a főút előzményének. A feudalizmus során létrejött településszerkezetben a Varasd – Pozsony országút szerepe és jelentősége megnőtt. Vas vármegye területén szabad királyi városi rangot kapott Kőszeg a 18. századig vezető szerepet töltött be térségében, fontos erődítmény és kereskedelmi központ volt. A főút Szombathelytől északra vezető szakasza ezen útnak a fejlődésével nyerte el közel mai nyomvonalát. Míg a Szombathely és Batyk közötti szakasz kevésbé fontos megyei út volt, mely tartalmazta a Rába folyón való átkelést Rum községben. Ez az útvonal változott a legkevésbé, mivel mai napig a jelentős fejlesztések – a tervek ellenére – elmaradtak.
Vas vármegye úthálózata a trianoni béke megkötését követően átalakult. Az országhatár által szétszabdalt utak szerepe csökkent, míg a hazai közutak szerepe megnőtt. A főutakat az akkori városhálózathoz igazítva alakították ki. A második világháborúig megépült 8-as főút lett a 87-es főút Kám községnél lévő kiinduló pontja, míg a Batyk felé induló szakasz csak mellékút maradt. A Szombathelytől északra lévő szakasz a korábbi állami útból alakult ki, de a Kőszegtől Répcekéthelyig tartó szakasz megszűnt, és a korábbi mellékiránynak számító Rőtfalva felé vezető út lett az osztrák határátmenet.
Az eredeti tervek szerint a főutat Lövőtől, a 84-es útból kiágazva Sopronhorpács irányában Kőszegig, onnan Szombathely, Rum, Mikosszéplak, Zalaszentgrót, Karmacs, Hévíz érintésével Keszthelyig építették volna ki, de erre megfelelő mennyiségű pénz nem gyűlt össze, mivel Ausztria kizárólag a Bécs és a Balaton közti legrövidebb összeköttetést, azaz a 84-es főutat támogatta anyagilag.
Szombathely 1924-es városi rendezési terve grandiózus sugárút építését irányozta elő Kőszeg felé, ez a mai Markusovszky utca vonala. A főút azonban sosem került erre a nyomvonalra, az Szombathely belvárosán áthaladt.
A Harmadik Birodalom idején megindult a főút fejlesztése, és 1943–1944 kötött megépült a szombathelyi 11-es Huszár út és a Gyöngyösfalu közötti új szakasz. Az útvonal átvágta a korábbi íveket, elkerülte a településeket, így ennek a része lett a Gencsapáti határában lévő egyenes szakasz is. A burkolata makadám felületű volt, a Szombathely–Kőszeg-vasútvonal átjárójában macskakő.
A II. világháborút követően a főút szilárd burkolatot kapott. Az 1965-ös árvizet követően új Rába-híd létesült Rum területén, a belterületet elkerülő nyomvonal kijelölése mellett. Tanakajd határában egy ív átvágásra került. Lukácsháza és Kőszeg között burkolatszélesítés és megerősítés történt. Szombathely belterületén először a 18-as Honvéd utcát és a 11-es Huszár utat négy sávra bővítették, majd lakótömbök átvágást követően a forgalmat a Fő térről a Vörösmarty utcába kiépített 2×2 sávos útra terelték el.
A főút megyeszékhelyen áthaladó további szakasza a szintén négysávosra bővített Hunyadi utca és 2×2 sávosra tervezett, de mai napig át nem épített Rumi út volt. A kereszteződéseket jelzőlámpákkal látták el. 1984 után elkezdődött a Kőszeg belvárosát tehermentesítő út építése a Sopron–Kőszeg-vasútvonal egykori nyomvonala mentén. 1986 körül megépült a szombathelyi elkerülő út első szakasza a 87-es főút és a Söptei út között. Ez 2002-ben a Minerva park létesítésével együtt teljesen átépült, és elnyerte mai jellegét. Szombathely-körgyűrű megépültével a 87-es főút közös nyomvonalat kapott a 86-os főúttal, és elkerülte Szombathely-Bogát déli városrészét is. Ezzel egy időben a felhagyott, megyeszékhelyen belüli szakaszok, városi gyűjtőúttá minősültek. 2003-ban elkészült a rumi körforgalom. 2008-ban megújult a burkolat Gyöngyösfalu – Gencsapáti, valamint a Táplánszentkereszt – Csempeszkopács szakaszon.
2014 tavaszán az 1982-ben épült, 74 m hosszú rumi Rába híd felületét felmarták és a tartószerkezetet újraszigetelték. 2016-ban megújult a Minerva lakóterület melletti szakaszok a Söptei úttól a 89-es főútig.
2014. október 15-én Budapesten megállapodás született arról, hogy a Burgenland és Magyarország határ menti térségeinek 2014-2020. közötti fejlesztése között az egyik gyorsforgalmi út az S31-M87 összekötése lesz. 2016-ban a határmetszésről megegyezés született, amelynek részeként a régi határátkelőt elkerülve köt vissza a 87-es főútba az új 2×1 sávos út. 2018 tavaszán megtörténtek a kisajátítások, és az érintett erdőterület letermelése.
A 87. sz. főút Kőszeg (HU) – Rattersdorf (Rőtfalva AT) országhatár közötti szakasz kivitelezési munkáinak elvégzésére 2018 májusában közbeszerzést hirdettek. 2019. június 28-án letették az új út magyar szakaszának alapkövét, és az ideiglenes átadásra 2020. november 26-án sor került. A végleges átadásra 2021. augusztus 18-án került sor. A régi átkelőhöz vezető egykori főút pedig a 8723. jelű új összekötő út jelölést kapta. A csatlakozó osztrák B61a jelű út már 2018-2019 között kiépült és a magyar oldali építést egy évvel megelőzve 2019 decemberében el is készült.

## Települések az út mentén
- Kám
- Rum
- Csempeszkopács
- Vasszécseny
- Tanakajd
- Táplánszentkereszt
- Szombathely (találkozás a 86-os úttal)
- Gencsapáti
- Gyöngyösfalu
- Lukácsháza
- Kőszeg